# Syntone
Syntone est une revue web et papier indépendante consacrée à la création radiophonique et sonore. Fondée en décembre 2008 par l'artiste sonore Etienne Noiseau, elle cesse ses publications en 2019[source insuffisante]. À partir de 2014, sa coordination éditoriale fut assurée en duo avec la chercheuse Juliette Volcler. L’équipe éditoriale comprenait aussi bien des journalistes que des producteurs radio et des artistes sonores.
Initiée à une époque où la critique sonore demeurait quasiment inexistante dans les médias français, Syntone a contribué à légitimer le champ alors méconnu de l'art radiophonique et sonore, ainsi que celui, naissant, des sound studies (études sur le son, nées dans le milieu anglo-saxon). Elle s'est attachée à faire connaître l'histoire de la création radiophonique et sonore, à soutenir les productions indépendantes (radios associatives, studios de podcast artisanaux, autoproductions) et celles des antennes publiques, et à produire des analyses de fond d'œuvres sonores.
Entre 2015 et 2018, Syntone s'est également développée sous forme imprimée trimestrielle à travers la Revue de l’Écoute (initialement nommée Les Carnets de Syntone).